# Taglioni (nissaga)
Taglioni (Família de ballarins, coreògrafs i compositors italians, durant els segles xviii i xix).
- Carlo Taglioni, (Torí, nascut el segle xviii, i treballà des de 1782 fins al canvi de segle a Venècia, Roma, Siena i Udine. Va tenir cinc fills: Giovanni Battista, Filippo, Salvatore, Giuseppa i Louise.
- Filippo Taglioni (Milà, 1777 - Llac de Como, 1871) va ser un ballarí, professor i coreògraf de dansa clàssica pertanyent a la nissaga dels Taglioni. Pare de Marie la Gran  i Paolo, .
- Marie Taglioni (23 d'abril de 1804, Estocolm - 24 d'abril de 1884, Marsella)
- Salvatore Taglioni (Palerm, 1789 - Nàpols, 1868), pare de Louise i Fernando.
- Louise Taglioni (1823-1893) filla de Salvatore.
- Fernando Taglioni (1810-1874) fill de Salvatore.
- Paolo Taglioni (Viena, 12 de gener de 1808 - Berlín, 6 de gener de 1884) va ser el pare del ballarina Maria la Jove i Augusta.
- Maria Taglioni ''la Jove'', Berlín 1833 - Neu-Aigen (Viena), 1891). Era filla de Paolo
- Augusta Taglioni (Berlín, 1831 - idem. 1911)) fou una actriu dramàtica i ballarina. Era filla de Paolo